# Matt Moulson
Matthew Keith "Matt" Moulson, född 1 november 1983, är en kanadensisk professionell ishockeyspelare som är kontrakterad till Buffalo Sabres i NHL men spelar för Los Angeles Kings farmarlag Ontario Reign i AHL.
Han har tidigare representerat Los Angeles Kings, New York Islanders och Minnesota Wild.
Moulson draftades i nionde rundan i 2003 års draft av Pittsburgh Penguins som 263:e spelare totalt.